# Berryville (Texas)
Pour les articles homonymes, voir Berryville.
Berryville est une municipalité américaine du comté d'Henderson au Texas. Au recensement de 2010, Berryville comptait 891 habitants.